# Francine York
Pour les articles homonymes, voir York (homonymie).
Francine York, née Francine Yerich le 26 août 1936 à Aurora dans le Minnesota, aux États-Unis, et morte le 6 janvier 2017 à Van Nuys, Los Angeles en Californie, aux États-Unis, est une actrice américaine.

## Biographie
Francine York meurt le 6 janvier 2017 à l'âge de 80 ans.

## Filmographie sélective

### Cinéma
- 1961 : The Sergeant Was a Lady de Bernard Glasser : Tina Baird
- 1962 : L'Increvable Jerry de Frank Tashlin : Sexy Girl
- 1962 : Wild Ones on Wheels de Rudolph Cusumano : Hazel
- 1962 : Secret File: Hollywood de Rudolph Cusumano : Nan Torr
- 1964 : Les séducteurs de Ralph Levy : Gina
- 1965 : Space Probe Taurus de Leonard Katzman : Dr Lisa Wayne
- 1965 : Mutiny in Outer Space d'Hugo Grimaldi : Capt. Stevens
- 1965 : Les Tontons farceurs de Jerry Lewis : hôtesse de l'air
- 1970 : Les Canons de Cordoba de Paul Wendkos : Sophia
- 1971 : Welcome Home, Soldier Boys de Richard Compton : Lydia
- 1973 : Superflics en jupons (titre original : The Doll Squad) de Ted V. Mikels : Sabrina Kincaid
- 1974 : The Centerfold Girls de John Peyser : Melissa
- 1975 : Half a House de Brice Mack : Jessica
- 1978 : Zero to Sixty de Don Weis : Mrs. Finch
- 1983 : T'es fou Jerry de Jerry Lewis : Marie Du Bois
- 1987 : The Underachievers (en) de Jackie Kong : June Patterson
- 1992 : Marilyn Alive and Behind Bars de John Carr : Marilyn Monroe
- 1995 : Private Obsession de Lee Frost (en) : Joan Harris
- 1998 : Counter Measures (film directement sorti en vidéo) de Fred Olen Ray : Pamela Silver
- 1999 : The Big Tease de Kevin Allen : Elegant Woman
- 2000 : Family Man de Brett Ratner : Lorraine
- 2000 : Dumped (film directement sorti en vidéo) d'Oliver Robins : Realtor
- 2001 : Last Cry (film directement sorti en vidéo) de Robert Angelo  et Rob Spera: Emily Martell
- 2005 : Hercules in Hollywood de John Michael Ferrari : Héra
- 2005 : Miracle at Sage Creek de James Intveld : Mrs. Stanley
- 2010 : Astro Zombies: M3 - Cloned de Ted V. Mikels : Sabrina

### Télévision

#### Séries télévisées
- 1959 : Rescue 8  : One More Step (saison 1 épisode 36) : réceptionniste
- 1960 : Lock Up : Top Secret (saison 2 épisode 9) : Francine
- 1961 : Bringing Up Buddy : The Education of Nicky Marlo (saison 1 épisode 17) : vendeuse
- 1961 : Shirley Temple's Storybook (en) : The Little Mermaid (saison 2 épisode 22) : Human Princess
- 1961 : Lock Up : The Intruder (saison 2 épisode 38) : Allison Conway
- 1962 : Surfside 6 (en) : Portrait of Nicole (saison 2 épisode 27) : Nicole Johnson II
- 1962 : Shannon : End of the Line (saison 1 épisode 35) : Cathy Nelson
- 1962 : I'm Dickens, He's Fenster  : Get Off My Back (saison 1 épisode 14)
- 1963 : 77 Sunset Strip : Falling Stars (saison 5 épisode 13) : Malba Marshall
- 1963 : The Dick Powell Show (en) : Luxury Liner (saison 2 épisode 20)
- 1963 : Les incorruptibles : le garçon boucher (The Butcher's Boy) (saison 4 épisode 22) : Megan Morris
- 1963 : The Gallant Men : Tommy (saison 1 épisode 26) : Angela
- 1964 : Le Plus Grand Chapiteau du monde : A Place to Belong  (saison 1 épisode 19) : géeologue
- 1964 : Bob Hope Presents the Chrysler Theatre  : White Snow, Red Ice (saison 1 épisode 20) : l'actrice
- 1964 : Bob Hope Presents the Chrysler Theatre : Her School for Bachelors (saison 1 épisode 21) : le modèle
- 1964 : Mon martien favori : Uncle Martin's Wisdom Tooth (saison 1 épisode 37) : nurse Norma
- 1964 : Adèle : Mind Your Own Business (saison 4 épisode 7) : Monica Yates
- 1964 : L'Homme à la Rolls : Who Killed Jason Shaw? (saison 1 épisode 15) : Cleo Fitzgerald
- 1964 : L'Homme à la Rolls : Who Killed April? (saison 1 épisode 19) : Liz
- 1964 : L'Homme à la Rolls : Who Killed Supersleuth? (saison 2 épisode 13) : nurse Brown
- 1964 : Les Aventuriers du Far West : The Bigger They Are (saison 12 épisode 19)
- 1965 : L'Homme à la Rolls : Who Killed Rosie Sunset? (saison 2 épisode 19) : Vanya
- 1965 : L'Homme à la Rolls : Who Killed the Rabbit's Husband?  (saison 2 épisode  29) : Francesca
- 1965 : Vacation Playhouse : Cap'n Ahab (saison 3 épisode 11) : Miss Langdon
- 1965 : The Smothers Brothers Show : Pay the Man the $27.95 (saison 1 épisode 5) : Sexy Girl
- 1965 : Les Aventuriers du Far West : A Picture of a Lady (saison 14 épisode 14) : Lillie Langtry
- 1965 : Perry Mason : The Case of the Wrongful Writ (saison 8 épisode 29) : Ursula Quigley
- 1966 : Perry Mason : The Case of the Sausalito Sunrise (saison 9 épisode 19) : Bobbi Dane
- 1966 :  Batman : Le rat de bibliothèque (The Bookworm Turns) (saison 1 épisode 29) : Lydia Limpet
- 1966 : Batman : Pour qui sonne le rat (While Gotham City Burns) (saison 1 épisode 30) : Lydia Limpet
- 1966 : Gomer Pyle: USMC : Marry Me, Marry Me (saison 3 épisode 10) : Alice Borden
- 1967 : The Red Skelton Show : Freddie's Heroes (saison 16 épisode 17) : Supporting Role
- 1967 : Perdus dans l'espace : Les Aventuriers (The Colonists) (saison 2 épisode 25) : Niolani
- 1968 : Opération vol : Quand un voleur rencontre un autre voleur (It Takes One to Know One) (saison 1 épisode 2) : miss Amanda Agnew
- 1968 : Opération vol : L'Ange triste (One Illegal Angel) (saison 1 épisode 5) : miss Amanda Agnew
- 1968 : Opération vol : La Ceinture du prophète (Totally By Design)  (saison 1 épisode 6) : miss Amanda Agnew
- 1968 : Match contre la vie : Life Among the Meat-Eaters (saison 3 épisode 25) : Laurie Laine
- 1968 : The Outsider : For Members Only (saison 1 épisode 1) : Ellie
- 1968 : Les Règles du jeu : The Collectors' Edition (saison 1 épisode 4) : Annette Rogers
- 1968 : Les Arpents verts : The Agricultural Student (saison 4 épisode 9) : Terry Harper
- 1968 : Les Mystères de l'Ouest : La Nuit du pélican (saison 4 épisode 13) : Dr Sara Gibson
- 1968 : L'Homme de fer : En souvenir d’une crème glacée (Memory of an Ice Cream Stick) (saison 1 épisode 18) : June
- 1969 : Sur la piste du crime : The Cober List (saison 4 épisode 25) : Liz Ann Cober
- 1969 : L'Homme de fer : Bombe ou pétard (Not With a Whimper, But a Bang)  (saison 2 épisode 26) : Darlene
- 1969 : Jinny de mes rêves : Pour célibataire seulement (Jeannie and the Bachelor Party) (saison 5 épisode 6) : Girl at the Party
- 1969 : The Courtship of Eddie's Father : Who Pulled the Blues Right Out of the Horn (saison 1 épisode 15) : Kate Landis
- 1969 : Love, American Style : Love and the Wild Party (saison 1 épisode 8) : Libby Skutch
- 1970 : Au pays des géants : Doomsday (saison 2 épisode 21) : Dr North
- 1970 : Cher oncle Bill : The Boys Against the Girls (saison 4 épisode 22) : Sherry
- 1970 : To Rome with Love : Spring Vacation (saison 1 épisode 23) : Francesca
- 1971 : The Odd Couple : They Use Horse Radish, Don't They (saison 1 épisode 14) : Sharon
- 1971 : Mannix : Qu'est-il arrivé dimanche ? (What Happened to Sunday ?) (saison 4 épisode 15) : Gloria James Chandler
- 1971 : Mannix : Les raisins amers (Wine From These Grapes)  (saison 5 épisode 4) : Helen Apellini
- 1971 : Ma sorcière bien-aimée : Les Baldoni (saison 8 épisode 5) : Venus
- 1971 : The Chicago Teddy Bears : Annie Get Your Cue (saison 1 épisode 12) : Annie
- 1971 : Auto-patrouille : Log 88 - Reason to Run (saison 3 épisode 25) : Girl
- 1972 : O'Hara, U.S. Treasury : Operation: Lady Luck (saison 1 épisode 15)
- 1972 : Auto-patrouille : Substation  (saison 4 épisode 20) : Kathy Benson
- 1972 : Emergency! : Crash (saison 1 épisode 11) : Betty Remson
- 1972 : Mission impossible : Billard électronique (Break) (saison 7 épisode 1) : Waitress
- 1972 : Love, American Style : Love and the Lovely Evening (saison 3 épisode 21) : Jane
- 1972 : Love, American Style : Love and the Super Lover (saison 4 épisode 12) : Louise
- 1973 : Hec Ramsey : Mystery of the Yellow Rose (saison 1 épisode 4) : Kate Harris
- 1973 : Police Story : Dangerous Games(saison 1 épisode 1) : Faye
- 1974 : Dirty Sally : The Old Soldier (saison 1 épisode 3) : Lauraleen
- 1974 : Kojak : Défenestration (Slay Ride) (saison 2 épisode 6) : Linda
- 1974 : Les Rues de San Francisco : Les oiseaux de proie (Bird of Prey) (saison 3 épisode 11) : Marcia Harrington
- 1975 : Columbo : La Femme oubliée (saison 5 épisode 1) : sergent Leftkowitz
- 1975 : La Côte sauvage : Irish Luck  (saison 1 épisode 6) : Brandy
- 1975 : La Côte sauvage : An Iron-Clad Plan (saison 1 épisode 8) : Brandy
- 1975 : Petrocelli : The Sleep of Reason (saison 1 épisode 13) : Annabelle Tracy
- 1976 : Petrocelli : The Falling Star (saison 2 épisode 13) : Lisa Farley
- 1976 : Bert D'Angelo/Superstar : Murder in Velvet (saison 1 épisode 1)
- 1976 : Sur la piste des Cheyennes : La Femme de la prairie (Prairie Woman) (saison 1 épisode 6) : Jenny
- 1976 : Les Rues de San Francisco : Le Monde interdit (Underground)  (saison 4 épisode 18) : Louise
- 1977 : Les Rues de San Francisco : Ne fais pas le singe! (Monkey is Back) (saison 5 épisode 12) : Betty
- 1977 : Future Cop : Girl on the Ledge(saison 1 épisode 3) : Sal
- 1979 : Jason of Star Command : Web of the Star Witch (saison 2 épisode 3) : Queen Medusa
- 1979 : Jason of Star Command : Little Girl Lost (saison 2 épisode 10) : Queen Medusa
- 1979 : Jason of Star Command : Mimi's Secret (saison 2 épisode 11) : Queen Medusa
- 1984 : Masquerade : The French Connection (saison 1 épisode 8) : Madame
- 1985 : Berrenger's : Overture (saison 1 épisode 1) : Helen
- 1985 : Riptide : L'Introuvable Harmonie (Harmony and Grits) (saison 2 épisode 22) : Ann Fiske
- 1986 : Brothers : Iceman (saison 3 épisode 23) : Mary Jane Hickey
- 1987 : Mama's Family : Grandma USA (saison 3 épisode 18) : Grandma Francine
- 1989 : Mr. Belvedere : The Escort (saison 5 épisode 20) : Woman
- 1989 : Mr. Belvedere : Truckin' (saison 6 épisode 3) : Waitress
- 1991 : Matlock : La Dame (The Dame)  (saison 6 épisode 6) : Older Claire Mayfield
- 1993 : Loïs et Clark : Les Nouvelles Aventures de Superman : L'Homme invisible (saison 1 épisode 5) : maîtresse de cérémonies
- 1993 : Beverly Hills 90210 : Seule contre tous (And Did It, My Way)(saison 4 épisode 10) : Wedding Chapel Employee
- 1995 : L'Homme à la Rolls : Who Killed the Highest Bidder? (saison 2 épisode 4)
- 2001 : La Guerre des Stevens : Pas de danse (Strictly Ballroom) (saison 1 épisode 19) : Betty London
- 2003 : Un gars du Queens : Animal Attraction (saison 5 épisode 15) : Evelyn
- 2004 : Un gars du Queens : Multiple Plots (saison 6 épisode 17) : Evelyn
- 2005 : Las Vegas : La Vengeance faite femme (saison 2 épisode 14) : Mrs. Suzy Socal
- 2012 : Les Aventures de Bucket et Skinner : Epic Crashers (saison 1 épisode 15) : tante Bitsy
- 2012 : Hot in Cleveland : What's Behind the Door (saison 3 épisode 23) : Lady Natalie

#### Téléfilms
- 1966 : Curse of the Swamp Creature de Larry Buchanan : Pat Trent
- 1969 : La Cité sous la mer d'Irwin Allen : Lia Holmes
- 1969 : Any Second Now de Gene Levitt : Samantha
- 1969 : Pioneer Spirit de Richard L. Bare
- 1973 : I Love a Mystery de Leslie Stevens : Telegram Girl
- 1975 : Terreur sur le Queen Mary de David Lowell Rich : Betsy Schuster
- 1975 : They Only Come Out at Night de Daryl Duke : Millie
- 1976 : Time Travelers d'Alexander Singer : Dr Helen Sanders
- 1976 : Déluge sur la ville (titre original : Flood!) d'Earl Bellamy : Daisy Kempel
- 1983 : The Night the Bridge Fell Down de Georg Fenady